# 潜航決戦隊
『潜航決戦隊』（Crash Dive）は1943年のアメリカ合衆国の映画。
アーチー・L・メイヨ監督の作品で、出演はタイロン・パワーなど。テクニカラー作品。
第16回（1944年）アカデミー賞では特殊効果賞を受賞した。

## キャスト
| 役名                     | 俳優                   | 日本語吹替   | 日本語吹替   | 日本語吹替   |
| 役名                     | 俳優                   | NETテレビ版1 | フジテレビ版 | NETテレビ版2 |
| ------------------------ | ---------------------- | ------------ | ------------ | ------------ |
| ワード・スチュアート大尉 | タイロン・パワー       | 前田昌明     | 山内雅人     | 山内雅人     |
| ジーン・ヒューリット     | アン・バクスター       | 谷育子       | 小原乃梨子   | 松島みのり   |
| デューイ・コナーズ少佐   | ダナ・アンドリュース   | 家弓家正     | 小林清志     | 金内吉男     |
| マクドネル               | ジェームズ・グリースン | 和田文夫     | 北村弘一     | 北村弘一     |
| ブラウン                 | ハリー・モーガン       |              | 今西正男     |              |
| オリバー                 | ベン・カーター         |              | 立壁和也     | 渡部猛       |

- NET版1：初回放送1969年4月5日『土曜映画劇場』
- フジテレビ版：初回放送1974年8月30日『ゴールデン洋画劇場』
- NET版2：初回放送1976年12月11日『土曜映画劇場』※DVD収録、約71分。

## スタッフ
- 監督：アーチー・L・メイヨ
- 脚色：ジョー・スワーリング
- 原作：W・R・バーネット
- 製作：ミルトン・スパーリング
- 撮影：レオン・シャムロイ
- 美術：リチャード・デイ、ウィアード・イーネン
- 音楽監督：エミール・ニューマン
- 音楽：デイヴィド・バトルフ
- 録音：バーナード・フレデリックス
- 編集：ウォルター・トンプソン、レイ・カーティス
- 衣装デザイン：アール・ルーイク
- テクニカラー・ディレクター：ヘンリー・ジャッファ